# Dyfuzyjny współczynnik korelacji
Dyfuzyjny współczynnik korelacji – poprawka statystyczna wykorzystywana do określania typu mechanizmu dyfuzji.

## Ogólne informacje
Dyfuzyjny współczynnik korelacji f został wprowadzony ze względu na zmniejszające się prawdopodobieństwo kolejnych przeskoków (możliwości ruchu) atomu w sieci krystalicznej rozpuszczalnika. W przypadku, gdy stężenie atomów w pozycjach węzłowych i międzywęzłowych jest duże, to w konsekwencji rośnie prawdopodobieństwo, że część sąsiednich pozycji węzłowych i luk międzywęzłowych jest już zajęta przez inne atomy. Powoduje to zwiększenie prawdopodobieństwa powrotu atomu do poprzedniego położenia. Makroskopowo objawia się spowolnieniem procesów dyfuzyjnych.
Dyfuzyjny współczynnik korelacji zależy od:
- mechanizmu dyfuzji,
- struktury krystalicznej materiału.

Wartość tego współczynnika informuje o rodzaju dominujących mechanizmów dyfuzji jakie się odbywają w danej sieci dla danego pierwiastka w danym materiale. Dla mechanizmu wakansowego wyraża się go relacją:
{\displaystyle f\approx 1-{\frac {2}{Z}},}
gdzie:
{\displaystyle Z} – liczba koordynacyjna.

## Energia aktywacji współczynnika korelacji
W przypadku heterodyfuzji zachodzącej mechanizmem wakancyjnym współczynnik korelacji {\displaystyle f} jest zależny od temperatury {\displaystyle T.} Wprowadza się wtedy wielkość zwaną energią aktywacji współczynnika korelacji C daną równaniem:
{\displaystyle C=-k_{B}\cdot {\frac {\partial \ln(f)}{\partial \ln({\frac {1}{T}})}},}
gdzie:
{\displaystyle k_{B}} – stała Boltzmanna [J/K],
{\displaystyle f} – dyfuzyjny współczynnik korelacji,
{\displaystyle T} – temperatura bezwzględna [K].